# تومي لينن
تومي لينن (بالإنجليزية: Tommy Lunn)‏ (9 يوليو 1883 في المملكة المتحدة - 1960) هو لاعب كرة قدم بريطاني (وحمل سابقاً جنسية المملكة المتحدة لبريطانيا العظمى وأيرلندا) في مركز حراسة المرمى. لعب مع توتنهام هوتسبير وستوكبورت كونتي ووولفرهامبتون واندررز.